# Astronomia nova

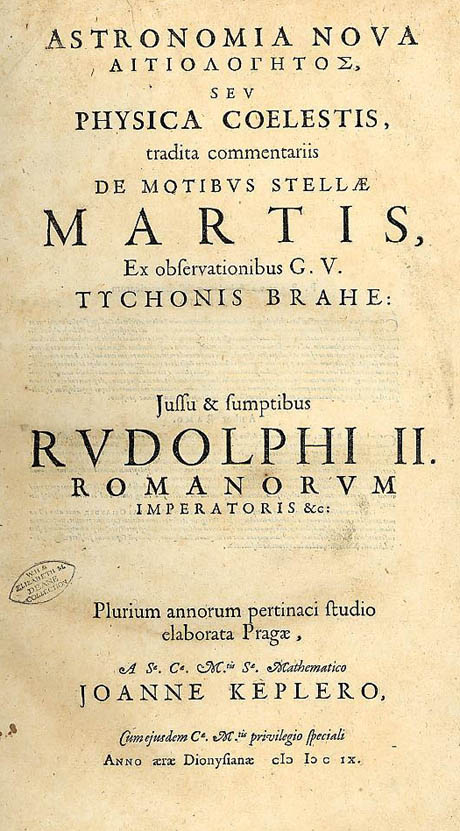
Titelpagina van Astronomia nova

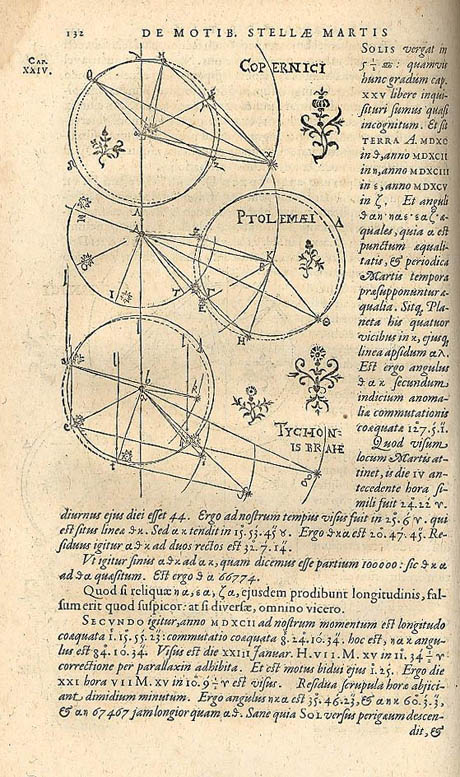
Pagina uit Astronomia nova

Tycho's systeem

Astronomia nova seu Physica coelestis is het beroemdste werk van Johannes Kepler en verscheen in 1609. In dit boek gaat Kepler in tegen de meer dan 2000 jaar oude stelling dat de planeten zich in cirkelbanen en met gelijkmatige snelheid langs de hemel bewogen. Kepler bewijst met zijn eerste twee wetten (a) dat die banen ellipsen zijn en (b) dat de planeten langs hun banen van snelheid veranderen.
Astronomia nova is een volledig en gedetailleerd verslag van de wetenschappelijke speurtocht van vijf jaar naar de exacte baan van de planeet Mars. Hij bleek de aardbaan nodig te hebben om de Marsbaan te berekenen en beschreef die toen eerst. Hij gaat ervan uit dat de zon bepaalt hoe de banen van de planeten lopen en meent dat de zon over een geweldige magnetische kracht bezit. Het is een eerste stap op weg naar de zwaartekrachtwet.

## Benatek
Kepler ontmoette Tycho Brahe voor het eerst op 4 februari 1600 in het kasteel van Benatek bij Praag. Kepler aarzelde aanvankelijk om met Tycho te gaan werken, maar wanneer hij in september 1600 Graz om godsdienstige redenen moest verlaten, zegde hij toe zijn assistent te worden. 
Kepler en Tycho hadden van elkaar afwijkende ideeën over de bouw van het zonnestelsel. Kepler was een aanhanger van Nikolaus Copernicus en ging dus uit van het heliocentrische idee, de zon in het midden van het zonnestelsel. Verder meende hij dat hij in zijn Mysterium cosmograficum (1596) de verhoudingen van de afstanden van de planeten tot de zon op het spoor was. 
Tycho Brahe had een geheel eigen opvatting over de bouw van het zonnestelsel. Hij kon het idee dat de aarde in het midden van het zonnestelsel staat niet loslaten. Hij liet de aarde in het midden, en liet de maan en de zon om de aarde draaien maar alle planeten dan weer om de zon. Hij bezwoer Kepler zijn waarnemingen in die zin te gebruiken.
Na de dood van Tycho Brahe in 1601, volgde Kepler hem op als hofastronoom van keizer Rudolf II. Tycho had gedurende een lange periode nauwkeurige waarnemingen gedaan van de posities van de planeten. Met behulp van deze waarnemingen stelde Kepler de eerste twee van zijn beroemd geworden drie wetten op.

## De Marsbaan
In Tycho's team was er een werkverdeling. Kepler kreeg de baan van Mars toegewezen en was zo overtuigd van zijn rekenvaardigheid dat hij een weddenschap afsloot met de assistent Christian Longomontanus dat hij het probleem van de Marsbaan in een paar weken zou oplossen. Dit leek aanvankelijk te lukken, maar bij nader inzien zat hij toch nog acht boogminuten fout. In plaats van een paar weken had hij twee jaar nodig om tot een voorlopige conclusie te komen. Na zeventig keer de berekeningen uitgevoerd te hebben, kwam Kepler tot de enig mogelijke conclusie, namelijk dat het idee van de epicyclussen van Ptolemaeus niet deugde. 
Op dit punt in 1602 verliet Kepler het idee van de volmaakte cirkels. Hij liet zich door de feiten overtuigen en nam enkel de waarnemingen van Tycho Brahe tot basis voor zijn rekenwerk. Zo ging hij met veel scherpzinnigheid en grote nuchterheid aan het werk om de juiste baan van de planeet Mars te berekenen. Het "Marswerk", zoals hij het noemde, werd als een gevecht met Mars voorgesteld.

## De tweede wet (die voor de eerste kwam)
Kepler beredeneerde dat de zon de bewegingen van de planeten beheerste. Hij had al ontdekt dat Mars in het aphelium langzamer en in het perihelium sneller bewoog. Hij zag nu de verhouding, met name dat de snelheid van Mars op zijn baan om de zon waarschijnlijk omgekeerd evenredig was met de afstand tot de zon. Op basis van deze intuïtie begon Kepler van vele punten van de Marsbaan de snelheid vast te stellen en vervolgens de afstand naar de zon, het centrum, zoals hij nog altijd meende. Toen kwam de gedachte op dat de som van die afstanden in het oppervlak van de baan moest zitten. Immers ook Archimedes had bij het zoeken naar de cirkeloppervlakte op een dergelijke manier de cirkel in een oneindig aantal driehoeken opgedeeld.
Zo concludeerde hij dat het veld, dat door de voerstraal van de planeet bestreken werd, een maat moest zijn voor de tijd die de planeet nodig had om een stuk op zijn baan verder te komen. Dit is Keplers tweede wet, die hij dus voor de eerste ontdekte in 1602. Hij deed dit overigens door de baan van de Aarde te beredeneren met behulp van Tycho's Marsobservaties. Dit is de wet van de gelijke velden in gelijke tijden, "das Flächengesetz" zoals hij het noemde.

## De eerste wet
Kepler trachtte vervolgens de juiste baan van Mars te berekenen. Eerst meende hij dat de baan een vreemde ovaalvorm had. Hij werd wanhopig, verwierp alle vergelijkingen die hij had opgesteld en probeerde ten einde raad of hij niet een ellips kon construeren. Dat bleek te kloppen tegen zijn redenering in. Hij dacht dat, als het een ellips zou zijn, de ouden dat toch ontdekt zouden hebben! In 1605 schrijft Kepler aan zijn penvriend David Fabricius dat het "Marswerk" klaar was en hij voegde eraan toe: Ik heb de vorm der dingen getransformeerd, zoals we die sinds Pythagoras qua vorm en beweging van het heelal zagen. De vorm der dingen was het oude axioma, dat alle bewegingen van de planeten aan de hemel cirkels moesten zijn, en dat de planeten mooie gladde ronde bollen moesten zijn. Omdat het leek dat Copernicus dit aannemelijker gemaakt had in De revolutionibus orbium coelestium, werd zijn wereldbeeld door sommige astronomen als beter gezien dan dat van Ptolemaeus. Ook Kepler geloofde dit vast toen hij aan het Marswerk begon in 1600.

## Publicatie
Vooral door tegenwerking van de erfgenamen van Tycho Brahe duurde het tot 1609 voordat Kepler zijn Astronomia nova kon publiceren. Zij gingen ervan uit dat Tycho's waarnemingen een erfenis waren, dat die waarnemingen bedoeld waren om Tycho's systeem te bewijzen en dat zij in elk geval het recht hadden op het eventuele profijt van een publicatie. Toen deze problemen na jaren van onenigheid geregeld waren, doken er grote financiële problemen op om de druk te bekostigen.

## Nasleep
Zijn derde wet zou Kepler pas in 1618 ontdekken. Tien jaar na de verschijning  van Astronomia nova publiceerde hij deze in Harmonices mundi libri V (Vijf boeken over de harmonieleer van de wereld). De derde wet stelt dat de kwadraten van de omlooptijden van de planeten zich verhouden als de derde machten van de gemiddelde afstand tot de zon. Isaac Newton verklaarde de drie wetten van Kepler een halve eeuw later door zijn wetten van de zwaartekracht.